# The Killer Instinct
The Killer Instinct è il secondo album in studio del gruppo musicale statunitense Black Star Riders, pubblicato il 20 febbraio 2015 dalla Nuclear Blast.

## Tracce
1. The Killer Instinct – 3:32 (Ricky Warwick, Damon Johnson)
2. Bullet Blues – 4:54 (Warwick, Johnson)
3. Finest Hour – 3:56 (Warwick, Johnson)
4. Soldierstown – 4:50 (Warwick, Sam Robinson, Scott Gorham, Johnson)
5. Charlie I Gotta Go – 4:14 (Warwick, Johnson)
6. Blindsided – 6:00 (Warwick, Johnson)
7. Through the Motions – 3:47 (Warwick, Johnson)
8. Sex, Guns & Gasoline – 4:00 (Warwick, Gorham, Johnson)
9. Turn In Your Arms – 3:50 (Warwick, Gorham, Johnson)
10. You Little Liar – 7:08 (Warwick, Johnson)

CD bonus nell'edizione speciale
1. Gabrielle – 3:22 (Warwick, Johnson)
2. The Reckoning Day – 3:38 (Warwick, Johnson)
3. The Killer Instinct (acoustic) – 3:19 (Warwick, Johnson)
4. Blindsided (acoustic) – 5:15 (Warwick, Johnson)
5. Charlie I Gotta Go (acoustic) – 4:06 (Warwick, Johnson)
6. Finest Hour (acoustic) – 3:44 (Warwick, Johnson)

## Formazione
- Ricky Warwick – voce, chitarra
- Scott Gorham –  chitarra solista, chitarra ritmica
- Damon Johnson – chitarra solista, chitarra ritmica, lap steel guitar in Finest Hour e The Reckoning Day
- Robbie Crane – basso
- Jimmy DeGrasso – batteria, percussioni